# Landsverk AB
Landsverk AB — шведська компанія, заснована в 1872 році в місті Ландскруна. Спеціалізується на виробництві бронетехніки, вагонів, підйомних кранів, сільськогосподарської техніки.

## Історія

### 1872—1920
Фірма була заснована в 1872 році промисловцем Джоном Петтерссоном (швед. Johan Petterson) і дилером Олександром Ольсеном (швед. Alexander Ohlsen) компанія отримала назву «Pettersson & Ohlsen». В 1899 році компанію реорганізували в акціонерне товариство під назвою «Landskrona Nya Mekaniska Verkstads AB» (укр. АТ Нова механічна майстерня Ландскруна).
Спочатку компанія виробляла сільськогосподарські інструменти, залізні ліжка, садові меблі, печі, вагони. Перші вагони поставлені в 1874 році для залізничної дороги Лунд-Треллеборг. Ще 56 вагонів в 1878 році були виготовлені і доставлені в Готланд.
1910 році завод почав виробництво залізничних мостів, у тому числі виготовив розвідний міст через річку Турнеельвен, розвідний міст над озером Меларен в невеликому місті Квіксунд. До 1919 року компанія займалася виробництвом кранів, насосів, різного призначення вагонів (лісовози, рефрижератори), обладнанням для цукрової промисловості та целюлози. Завод також виготовляв резервуари для зберігання нафтопродуктів і газу.
У 1920 році через економічну кризу сім'я Петтерссон була змушена продати половину акцій у німецькій промислової компанії GHH (нім. Gutehoffnungshütte, Aktienverein für Bergbau und Hüttenbetrieb). У грудні було підписано угоду між сім'єю Петтерссон і GHH. GHH взяв більше 250 акцій за ціною 3 000 крон, тобто всього 750 000 крон. Крім того, статутний капітал був збільшений до 3 000 000. Всі акції GHH зареєстрували на їхню нідерландську дочірню компанію Rollo. Ерік Хакон-Петтерссон продовжував залишатися президентом, компанія GHH назначили Карла Ханієля фінансовим менеджером.

### 1921—1945
В 1921 році компанія виготовила трактор Bandtraktorn «STYR». Побудований за проектом інженера Ганса Торстенссона після присланих креслень зі США. «STYR» був призначений для сільського та лісового господарства. Перші прототипи були готові в 1923 році, загалом серія складалася з 20 тракторів.
З 1925 також почали виробництво броньованих автомобілів і танків. Дуже небагато військові транспортні засоби, однак, було експортовано, в основному виробляється для збройних сил.
У 1925 році GHH збільшив свою частку в компанії до 61 %, через три роки назву замінили на AB Landsverk (укр. Ландсверк АТ, А — акціонерне, Т — товариство). У 1929 році німецький інженер Отто Меркер (нім. Otto Merker) був призначений на Landsverk для розробки бронетехніки, танки Strv m/21-29 були виготовлені на заводі з німецьких креслень в 1935 році. За Версальським договором після Першої світової війни Німеччині було заборонено мати будь-які війська і проводити розробку військової техніки. Тому Landsverk була важливим об'єкт дослідження і розробки для оборонної промисловості Німеччини в міжвоєнний період.
В 1929 році шведська армія замовила броньований автомобіль Pbil fm/29 для випробувань. У 1933 році Литва замовила 6 L-181, а в 1935 році ще 12 бронеавтомобілів закупили Нідерланди. В 1935—1937 роки на заводі загалом виготовили 30 L-180. Також компанія Landsverk з кінця 20-х років займалася розробкою танків. В 1934 році представили танк L-60, перший танк з торсіонною підвіскою.
Під час Другої світової війни компанія Landsverk розробляла і частково виготовляла більшість танків шведського армії.

### Післявоєнний період
Після Другої світової війни укладені міжнародні угоди ліквідовували німецькі компанії і активи закордоном. Для цієї мети в 1945 році в Швеції заснували агентство FCCO. АВ Landsverk належала до групи компаній, придбаних цим органом. Після суперечки за право володіння нідерландською дочірньою компанією GHH, активи в Landsverk у 1947 році були продані Kockums Mekaniska Verkstad AB за ціною 6 542 000 крон. В кінці 1950-х років компанія Landsverk розробила броньований розвідувальний автомобіль Pbil Unimog на базі Unimog S404. Ірландська армія придбали 15 автомобілів (спочатку призначених для поліції в Бельгійському Конго).
У 1953 році, компанія припинила виробництво залізничних вагонів, яка з 1874 року в загальній кількості випустила 6000 вагонів. Замість них почала спеціалізуватися на виробництві, екскаваторів, кранів, а також в рамках переорієнтації купила австралійського виробника екскаваторів Harman. Виробництво екскаваторів через декілька років було припинено. Подальші економічні проблеми означали, що і ливарна справа і виробництво крані було зупинено. У 1968 році компанія змінила свою назву на Kockum-Landsverk AB. У тому ж році почав виробництво кар'єрних самоскидів, які замінили виробництво танків. У 1972 році, ліквідовано виробництво екскаваторів.

### 1979—1992
У зв'язку з кризою в 1979 році Kockum-Landsverk AB стала дочірньою компанією Kalmar Verkstad AB. Кількість працівників в компанії була зменшена з 3100 до 1400. В 1982 році переходить в компанію Volvo BM AB. У 1991 році було вирішено, що все виробництво (який складалося з самоскидів), в Ландскруні буде демонтоване і перевезене до Польщі. В 1992 році, на заводі працювало 117 погодинних і 52 найманих робітників.

## Розробка озброєння

### Малі танки
- 1930 L-100
- 1933 L-80
- 1933 L-110
- 1936 L-120

### Легкі танки
- 1929 Landsverk L-5
- 1930 Strv m/21-29
- 1930 Landsverk L-10
- 1930 Landsverk L-30
- 1938 L-60
- 1957 Strv 74
- 1969 Ikv 91

### Середні танки
- 1943 Strv m/42
- 1961 Strv 103 (в партнерстві з Bofors AB)

### Самохідні артилерійські установки
- 1936  L-62 Anti
- 1941  Lvkv Anti II
- 1943 Lvkv m/43
- 1943 Pvkv m/43
- 1949 Pbv T fm/49
- 1952 Ikv 53
- 1953 Ikv 72
- 1955 Ikv 103
- 1956 Ikv 102
- 1962 Lvkv VEAK
- 1964 Bandkanon 1 (в партнерстві з Bofors AB)
- 1964 Lvkv VEAK

### Бронеавтомобілі
- 1930  L-170
- 1932 L-190 (mc)
- 1933 L-181
- 1933 L-185
- 1935 L-180
- 1935 L-182
- 1938 Lynx
- 1938 L-210 (mc)
- 1943 Terrängbil KP
- 1957 Unimog

### Артилерійські тягачі
- 1934 Artilleritraktor L-131
- 1934 Artilleritraktor L-132
- 1936 Artilleritraktor L-135
- 1938 Artilleritraktor L-135S
- 1934 Ammunitionstransportvagn Siam
- 1934 Strålkastarvagn SIA
- 1942 (Artilleri)bandtraktor Allis-Chalmers M (licenstillverkad)
- 1944 Pansarmotorsläde Sländan
- 1957 Pbv 301
- 1965 Pbv 302

## Розробка цивільної техніки

### Самоскиди
- 1967 KL-410
- 1968 KL-411
- 1970 KL-411B
- 1973 Kockum 412
- 1973 Kockum 412C
- 1973 Kockum 412T
- 1979 Kockum 414
- 1980 KL-318/328
- 1981 Kockum 414B
- 1983 uppköpt av Volvo BM och nedlagd

### Вантажівки
- 1961 LT-18
- 1963 LT-2A
- 1965 KL-420
- 1967 KL-440
- 1972 KL-442
- 1974 KL-424
- 1975 KL-425
- 1975 Kockum 445
- 1976 Kockum 435
- 1977 Kockum 442B
- 1979 Kockum 425B
- 1980 Kockum 4170
- 1981 Kockum 540
- 1982 Kockum 565
- 1982 Kockum 555
- 1984 Volvo 425C
- 1984 Volvo 442C
- 1985 Euclid R 32
- 1987 Euclid R 50
- 1988 Euclid R 35

### Крани
- 1948 Rälskran LB-5R
- 1950 Rälskran LR-58
- 1951 Rälskran LR-60
- 1953 Rälskran LR-70
- 1954 Rälskran LR-65
- 1955 Mobilkran L-65G
- 1955 Mobilkran L-40G
- 1966 Mobilkran KL-310

### Трактори
- 1921 Bandtraktor Styr
- 1942 Bandtraktor «M»
- 1944 Traktor LM
- 1945 Traktor LL
- 1959 Bandschaktare Vickers Vigor
- 1962 Traktorgrävare Falk
- 1963 Skogsmaskin KL 820
- 1965 Traktorgrävare KL
- 1972 Skotare KL 875
- 1973 Skotare KL 850

### Прототипи
- 1943 Skogsbrandvagn
- 1965 Prototyp L-65 Hydraulgrävare
- 1967 KL-130 prot.